# Objecte volador no identificat nazi

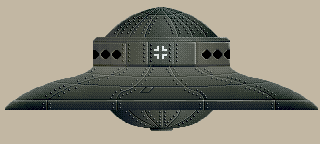
Dibuix d'un Haunebu, Objecte volador no identificat nazi.

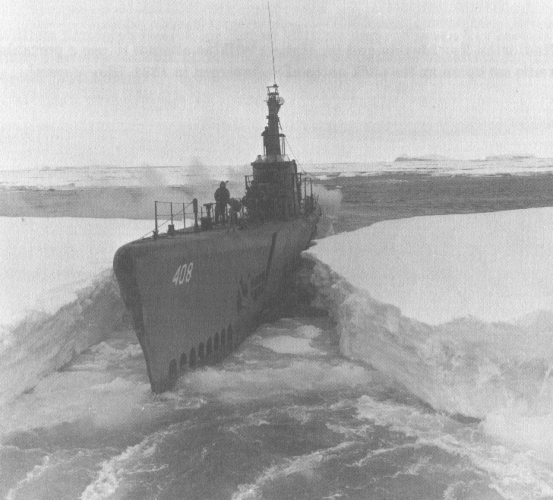
El submarí USS Sennet (SS-408) durant l'Operació Highjump

Els ovnis nazis (en alemany: Haunebu, Hauneburg-Geräte, o Reichsflugscheiben) són avions avançats o naus espacials que suposadament foren desenvolupats per l'Alemanya nazi durant la Segona Guerra Mundial. Aquestes tecnologies no solament apareixen en ficció,
sinó també en diversos textos històrics negacionistes i en teories de la conspiració. Solen aparèixer en connexió amb el nazisme esotèric, una ideologia que va de bracer amb la recuperació nazi amb finalitats sobrenaturals o paranormals.

## Connexions històriques
Les hipòtesis sobre els ovnis nacionalsocialistes estan d'acord amb la historiografia oficial en els següents punts:
- L'Alemanya nazi va explorar el territori de Nova Suàbia a l'Antàrtida, on va enviar una expedició el 1938, i en planificà unes altres.
- L'Alemanya nazi va investigar tecnologies de propulsió avançades, incloent-hi míssils i les turbines de Viktor Schauberger.
- Alguns albiraments d'ovnis durant la Segona Guerra Mundial, particularment aquells dits "foo fighters", es van considerar com a armament enemic.

## Primeres referències
La primera referència no-fictícia sobre platets voladors nazis sembla ser una sèrie de textos de l'expert en turbines italià Giuseppe Belluzzo.
La setmana següent, el científic alemany Rudolph Schriever va admetre haver construït platets voladors durant el període nazi.
L'enginyer aeronàutic Roy Fedden va remarcar que la sola maquinària capaç d'aprofitar les capacitats atribuïdes als plats voladors era aquella dissenyada pels alemanys prop de la fi de la guerra. Fedden va afegir també que els alemanys treballaven en projectes aeronàutics molt inusuals, encara que no es va esplaiar més en el tema.
Aquests mites van ser probablement inspirats per l'històric desenvolupament alemany de l'avió de reacció Messerschmitt EMe 262, el míssil dirigit V1 i el míssil balístic V2, que va formar la base dels primers programes espacials i de míssils de la Unió Soviètica i dels Estats Units.

## Posicions fantasistes, negacionistes o no demostrades

### Societat Vril
El llibre de 1967 La tornada dels bruixots, de Louis Pauwels i Jacques Bergier, féu una espectacular revelació sobre la Societat Vril de Berlín.
Molts anys després, Jan van Helsing, Norbert-Jürgen Ratthofer, i Vladimir Terziski van ampliar llur recerca, lligant la societat Vril amb els ovnis. Entre altres coses, van escriure que la societat havia entrat en contacte per mitjà de la mèdium Maria Orsic o Orsich, amb una raça alienígena d'Aldebaran que sabia construir naus espacials. En companyia amb la Societat Thule i el Partit Nazi, van crear una sèrie de protòtipus de plats voladors. Després de la desfeta nazi, la societat es va retirar suposadament a una base a l'Antàrtida i va desaparèixer.
Un punt important és que aquesta Societat Vril es relaciona amb el wotanisme de Guido von List, amb la Societat Thule, diverses "religions" paganes de l'Europa antiga, l'ocultisme, les SS Ahnenerbe i el seu castell de Wevelsburg.
Vladimir Terziski, un enginyer búlgar autoproclamat president de l'Acadèmia Americana de Ciències Dissidents, afirma que els alemanys van col·laborar en la seva recerca d'aviació avançada amb les altres potències de l'Eix, Itàlia i Japó i que en van continuar el desenvolupament després de la guerra, a Nova Suàbia. Ell diu que els alemanys van anar a la Lluna cap al 1942 i hi van establir una base subterrània. Quan els russos i els nord-americans van arribar secretament a la Lluna en la dècada dels anys 1950, diu Terziski, van ser en aquesta base que encara funcionava. Segons Terziski, "hi ha una atmosfera, aigua i vegetació en la Lluna", per això la NASA oculta i exclou el tercer món de l'exploració lunar. Terziski ha estat acusat de fabricar proves fotogràfiques i vídeo.

### Miguel Serrano
Miguel Serrano, un diplomàtic xilè i simpatitzant nazi, va publicar en 1978 El cordó daurat, on afirmava que Adolf Hitler era un avatar de Vixnú i estava en contacte amb déus hiperboris en una base subterrània a l'Antàrtida. Serrano va predir que Hitler portaria una flota d'ovnis partida de la seva base per a establir el Quart Reich.

## En la cultura popular
- El 2006 l'escriptor Felipe Botaya va escriure la novel·la de ficció Antàrtida 1947 lliga l'Operació Highjump, l’ofensiva més gran militar duta a terme pels Estats Units contra una suposada(?) base militar alemanya en l'Antàrtida el 1947.[13] L'autor de la novel·la s'empara en diverses circumstàncies: l'operació Highjump encara roman material classificat, hi ha moltes interrogacions sobre el tema i a més arran de tot això es va formar una campanya orquestrada per a donar sortida a la llum pública del fenomen ovni.[14]
- És el tema principal de l'obra de Wilhelm Landig.
- El llargmetratge Iron Sky aborda una realitat distòpica en la qual l'Alemanya nazi, després de la seva derrota el 1945, fuig a la cara oculta de la Lluna on construeix una flota espacial que hi espera per a envair la Terra.
- En el videojoc Metall Slug 3, durant la cinquena missió que es duu a terme a l'espai, es poden veure ovnis amb una aspa pintada simulant ser ovnis nazis.